# گلادوس
گلادوس (به انگلیسی:GLaDOS، سیستم عامل ژنتیکی و سیستم عامل دیسک) یک سیستم کامپیوتری هوشمند از سری بازی‌های ویدئویی پورتال است. گلادوس بعداً در بازی‌های آزمایشگاه و ابعاد لگو نیز ظاهر شد. این شخصیت توسط اریک وولپاو و کیم سویفت خلق شده و صداگذاری آن بر عهده الن مک لاین است. گلادوس مسئول آزمایش اپچر ساینس است. در حالی که گلادوس در ابتدای اولین بازی به نظر می‌رسید که فقط صدایی است که بازیکن را هدایت می‌کند، اما به مرور زمان کلمات و اقدامات او به‌طور فزاینده ای بدخواهانه می‌شوند. بازی دوم و همچنین کمیک آزمایشگاهی رت ساخته شده توسط ولو نشان می‌دهد که دانشمندان با او بدرفتاری کرده‌اند و از نوروتوکسین برای کشتن دانشمندان در آزمایشگاه قبل از وقایع پورتال استفاده کرده است.

## شرح
در اغلب مواقع بازی پورتال، گلادوس صرفاً به عنوان گوینده عمل می‌کند و بازیکنان را در اتاق‌های آزمایش راهنمایی می‌کند. صدای او رباتیک است، اما کاملاً زنانه است. با گذشت زمان، بازیکنان متوجه می‌شوند که او در واقع می‌خواهد شل را بکشد. با فرار شل از آتش و مرگ، حرف‌های گلادوس به‌طور فزاینده ای شخصی و مضحک می‌شوند. شخصیت او منفعل، پرخاشگر، شوخ، خودشیفته و شوم توصیف شده است. او چندین هسته شخصیت (که به آنها چشم می‌گویند) را سیستم را در خود نصب کرده است.
در اوج بازی، چل وارد اتاق گلادوس می‌شود، جایی که مشخص می‌شود او در واقع یک هوش مصنوعی پیچیده است که از قطعات رباتیک آویزان شده از یک دستگاه بزرگتر تشکیل شده است. هنگامی که بازیکن اولین هسته شخصیتی (هسته خلاق) را حذف می‌کند، صدای گلادوس کمتر روباتیک و بیشتر جنبه حسی پیدا می‌کند. در اصل، گلادوس به عنوان یک هوش مصنوعی و دستیار تحقیق به منظور کمک به اپچر ساینس در رقابت با مرکز تحقیقات بلک میسا در زمینه ایجاد فناوری پورتال طراحی شده بود.